# Hogna subtilis
Hogna subtilis är en spindelart som först beskrevs av Bryant 1942.  Hogna subtilis ingår i släktet Hogna och familjen vargspindlar.
Artens utbredningsområde är Jungfruöarna. Inga underarter finns listade i Catalogue of Life.